# Liste der Nummer-eins-R&B-Alben in den USA (1997)
Dies ist eine Liste der Nummer-eins-Alben in den von Billboard ermittelten Verkaufscharts für R&B-Alben in den USA im Jahr 1997. In diesem Jahr gab es 27 Nummer-eins-Alben.
| ← 1996 ← | Liste der Nummer-eins-R&B-Alben in den USA | Liste der Nummer-eins-R&B-Alben in den USA  | Liste der Nummer-eins-R&B-Alben in den USA     | 1998 →                    |
| \| Zeitraum \| Wo. ges. \| Interpret \| Titel \| Zusätzliche Informationen \| \| (Zeitraum, Wochen auf Platz eins, Interpret, Titel, zusätzliche Informationen) \| \| \| \| \| \| ------------------------------------------------------------------------------ \| -------- \| ------------------------------------------- \| ------------------------------------------------- \| ------------------------- \| \| 28. Dezember 1996 – 3. Januar 1997 1 Woche (insgesamt 1) \| 1 \| Redman \| Muddy Waters[1] \| – \| \| 4. Januar 1997 – 17. Januar 1997 2 Wochen (insgesamt 2) \| 2 \| Whitney Houston \| The Preacher’s Wife: Original Soundtrack Album[2] \| – \| \| 18. Januar 1997 – 31. Januar 1997 2 Wochen (insgesamt 5) \| 5 \| Makaveli \| The Don Killuminati: The 7 Day Theory[3] \| – \| \| 1. Februar 1997 – 7. Februar 1997 1 Woche (insgesamt 1) \| 1 \| Original Motion Picture Soundtrack \| Rhyme & Reason[4] \| – \| \| 8. Februar 1997 – 14. Februar 1997 1 Woche (insgesamt 6) \| 6 \| Makaveli \| The Don Killuminati: The 7 Day Theory \| – \| \| 15. Februar 1997 – 28. Februar 1997 2 Wochen (insgesamt 2) \| 2 \| Original Motion Picture Soundtrack \| Gridlock’d[5] \| – \| \| 1. März 1997 – 28. Januar 1997 48 Wochen (insgesamt 4) \| 4 \| Erykah Badu \| Baduizm[6] \| – \| \| 29. März 1997 – 11. April 1997 2 Wochen (insgesamt 2) \| 2 \| Scarface \| The Untouchable[7] \| – \| \| 12. April 1997 – 9. Mai 1997 4 Wochen (insgesamt 4) \| 4 \| The Notorious B.I.G. \| Life After Death[8] \| – \| \| 10. Mai 1997 – 6. Juni 1997 4 Wochen (insgesamt 4) \| 4 \| Mary J. Blige \| Share My World[9] \| – \| \| 7. Juni 1997 – 10. Juni 1997 1 Woche (insgesamt 1) \| 1 \| Original Motion Picture Soundtrack \| I’m Bout It[10] \| – \| \| 11. Juni 1997 – 17. Juni 1997 1 Woche (insgesamt 1) \| 1 \| God’s Property \| God’s Property from Kirk Franklin’s Nu Nation[11] \| – \| \| 18. Juni 1997 – 24. Juni 1997 1 Woche (insgesamt 2) \| 2 \| Original Motion Picture Soundtrack \| I’m Bout It \| – \| \| 25. Juni 1997 – 4. Juli 1997 1 Woche (insgesamt 2) \| 2 \| Wu-Tang Clan \| Wu-Tang Forever[12] \| – \| \| 5. Juli 1997 – 1. August 1997 4 Wochen (insgesamt 5) \| 5 \| God’s Property \| God’s Property from Kirk Franklin’s Nu Nation \| – \| \| 2. August 1997 – 8. August 1997 1 Woche (insgesamt 1) \| 1 \| Missy „Misdemeanor“ Elliott \| Supa Dupa Fly[13] \| – \| \| 9. August 1997 – 15. August 1997 1 Woche (insgesamt 1) \| 1 \| Puff Daddy & the Family \| No Way Out[14] \| – \| \| 16. August 1997 – 22. August 1997 1 Woche (insgesamt 1) \| 1 \| Bone Thugs-N-Harmony \| The Art of War[15] \| – \| \| 23. August 1997 – 19. September 1997 4 Wochen (insgesamt 5) \| 5 \| Puff Daddy & the Family \| No Way Out \| – \| \| 20. September 1997 – 1. Oktober 1997 2 Wochen (insgesamt 2) \| 2 \| Master P \| Ghetto D[16] \| – \| \| 2. Oktober 1997 – 3. Oktober 1997 1 Woche (insgesamt 1) \| 1 \| Common \| One Day It’ll All Make Sense[17] \| – \| \| 4. Oktober 1997 – 10. Oktober 1997 1 Woche (insgesamt 1) \| 1 \| Busta Rhymes \| When Disaster Strikes[18] \| – \| \| 11. Oktober 1997 – 17. Oktober 1997 1 Woche (insgesamt 1) \| 1 \| Boyz II Men \| Evolution[19] \| – \| \| 18. Oktober 1997 – 24. Oktober 1997 1 Woche (insgesamt 1) \| 1 \| Original Motion Picture Soundtrack \| Soul Food[20] \| – \| \| 25. Oktober 1997 – 7. November 1997 2 Wochen (insgesamt 2) \| 2 \| Original Motion Picture Soundtrack \| Gang Related[21] \| – \| \| 8. November 1997 – 14. November 1997 1 Woche (insgesamt 1) \| 1 \| The Firm feat. Nas, Foxy Brown, Nature & AZ \| The Firm: The Album[22] \| – \| \| 15. November 1997 – 21. November 1997 1 Woche (insgesamt 1) \| 1 \| Mase \| Harlem World[23] \| – \| \| 22. November 1997 – 28. November 1997 1 Woche (insgesamt 1) \| 1 \| Rakim \| The 18th Letter[24] \| – \| \| 29. November 1997 – 5. Dezember 1997 1 Woche (insgesamt 1) \| 1 \| Mystikal \| Unpredictable[25] \| – \| \| 6. Dezember 1997 – 12. Dezember 1997 1 Woche (insgesamt 1) \| 1 \| Erykah Badu \| Live[26] \| – \| \| 13. Dezember 1997 – 26. Dezember 1997 2 Wochen (insgesamt 2) \| 2 \| 2Pac \| R U Still Down? (Remember Me)[27] \| – \| |                                            |                                             |                                                |                           |
| ← 1996 |                                            |                                             |                                                | → 1998 →                  |
| Zeitraum | Wo. ges.                                   | Interpret                                   | Titel                                          | Zusätzliche Informationen |
| (Zeitraum, Wochen auf Platz eins, Interpret, Titel, zusätzliche Informationen) |                                            |                                             |                                                |                           |
| 28. Dezember 1996 – 3. Januar 1997 1 Woche (insgesamt 1) | 1                                          | Redman                                      | Muddy Waters                                   | –                         |
| 4. Januar 1997 – 17. Januar 1997 2 Wochen (insgesamt 2) | 2                                          | Whitney Houston                             | The Preacher’s Wife: Original Soundtrack Album | –                         |
| 18. Januar 1997 – 31. Januar 1997 2 Wochen (insgesamt 5) | 5                                          | Makaveli                                    | The Don Killuminati: The 7 Day Theory          | –                         |
| 1. Februar 1997 – 7. Februar 1997 1 Woche (insgesamt 1) | 1                                          | Original Motion Picture Soundtrack          | Rhyme & Reason                                 | –                         |
| 8. Februar 1997 – 14. Februar 1997 1 Woche (insgesamt 6) | 6                                          | Makaveli                                    | The Don Killuminati: The 7 Day Theory          | –                         |
| 15. Februar 1997 – 28. Februar 1997 2 Wochen (insgesamt 2) | 2                                          | Original Motion Picture Soundtrack          | Gridlock’d                                     | –                         |
| 1. März 1997 – 28. Januar 1997 48 Wochen (insgesamt 4) | 4                                          | Erykah Badu                                 | Baduizm                                        | –                         |
| 29. März 1997 – 11. April 1997 2 Wochen (insgesamt 2) | 2                                          | Scarface                                    | The Untouchable                                | –                         |
| 12. April 1997 – 9. Mai 1997 4 Wochen (insgesamt 4) | 4                                          | The Notorious B.I.G.                        | Life After Death                               | –                         |
| 10. Mai 1997 – 6. Juni 1997 4 Wochen (insgesamt 4) | 4                                          | Mary J. Blige                               | Share My World                                 | –                         |
| 7. Juni 1997 – 10. Juni 1997 1 Woche (insgesamt 1) | 1                                          | Original Motion Picture Soundtrack          | I’m Bout It                                    | –                         |
| 11. Juni 1997 – 17. Juni 1997 1 Woche (insgesamt 1) | 1                                          | God’s Property                              | God’s Property from Kirk Franklin’s Nu Nation  | –                         |
| 18. Juni 1997 – 24. Juni 1997 1 Woche (insgesamt 2) | 2                                          | Original Motion Picture Soundtrack          | I’m Bout It                                    | –                         |
| 25. Juni 1997 – 4. Juli 1997 1 Woche (insgesamt 2) | 2                                          | Wu-Tang Clan                                | Wu-Tang Forever                                | –                         |
| 5. Juli 1997 – 1. August 1997 4 Wochen (insgesamt 5) | 5                                          | God’s Property                              | God’s Property from Kirk Franklin’s Nu Nation  | –                         |
| 2. August 1997 – 8. August 1997 1 Woche (insgesamt 1) | 1                                          | Missy „Misdemeanor“ Elliott                 | Supa Dupa Fly                                  | –                         |
| 9. August 1997 – 15. August 1997 1 Woche (insgesamt 1) | 1                                          | Puff Daddy & the Family                     | No Way Out                                     | –                         |
| 16. August 1997 – 22. August 1997 1 Woche (insgesamt 1) | 1                                          | Bone Thugs-N-Harmony                        | The Art of War                                 | –                         |
| 23. August 1997 – 19. September 1997 4 Wochen (insgesamt 5) | 5                                          | Puff Daddy & the Family                     | No Way Out                                     | –                         |
| 20. September 1997 – 1. Oktober 1997 2 Wochen (insgesamt 2) | 2                                          | Master P                                    | Ghetto D                                       | –                         |
| 2. Oktober 1997 – 3. Oktober 1997 1 Woche (insgesamt 1) | 1                                          | Common                                      | One Day It’ll All Make Sense                   | –                         |
| 4. Oktober 1997 – 10. Oktober 1997 1 Woche (insgesamt 1) | 1                                          | Busta Rhymes                                | When Disaster Strikes                          | –                         |
| 11. Oktober 1997 – 17. Oktober 1997 1 Woche (insgesamt 1) | 1                                          | Boyz II Men                                 | Evolution                                      | –                         |
| 18. Oktober 1997 – 24. Oktober 1997 1 Woche (insgesamt 1) | 1                                          | Original Motion Picture Soundtrack          | Soul Food                                      | –                         |
| 25. Oktober 1997 – 7. November 1997 2 Wochen (insgesamt 2) | 2                                          | Original Motion Picture Soundtrack          | Gang Related                                   | –                         |
| 8. November 1997 – 14. November 1997 1 Woche (insgesamt 1) | 1                                          | The Firm feat. Nas, Foxy Brown, Nature & AZ | The Firm: The Album                            | –                         |
| 15. November 1997 – 21. November 1997 1 Woche (insgesamt 1) | 1                                          | Mase                                        | Harlem World                                   | –                         |
| 22. November 1997 – 28. November 1997 1 Woche (insgesamt 1) | 1                                          | Rakim                                       | The 18th Letter                                | –                         |
| 29. November 1997 – 5. Dezember 1997 1 Woche (insgesamt 1) | 1                                          | Mystikal                                    | Unpredictable                                  | –                         |
| 6. Dezember 1997 – 12. Dezember 1997 1 Woche (insgesamt 1) | 1                                          | Erykah Badu                                 | Live                                           | –                         |
| 13. Dezember 1997 – 26. Dezember 1997 2 Wochen (insgesamt 2) | 2                                          | 2Pac                                        | R U Still Down? (Remember Me)                  | –                         |